# 蓝天鹤
蓝天鹤（1903年或1905年—1991年），字见东，名瑞祥，男，四川荣县人，中国生物化学家，曾任中国生物化学会理事、名誉理事。